# Bedfordia (Asteraceae)
Bedfordia là một chi thực vật có hoa trong họ Cúc (Asteraceae).

## Loài
Chi Bedfordia gồm các loài: